# Fontaine de la Sirène

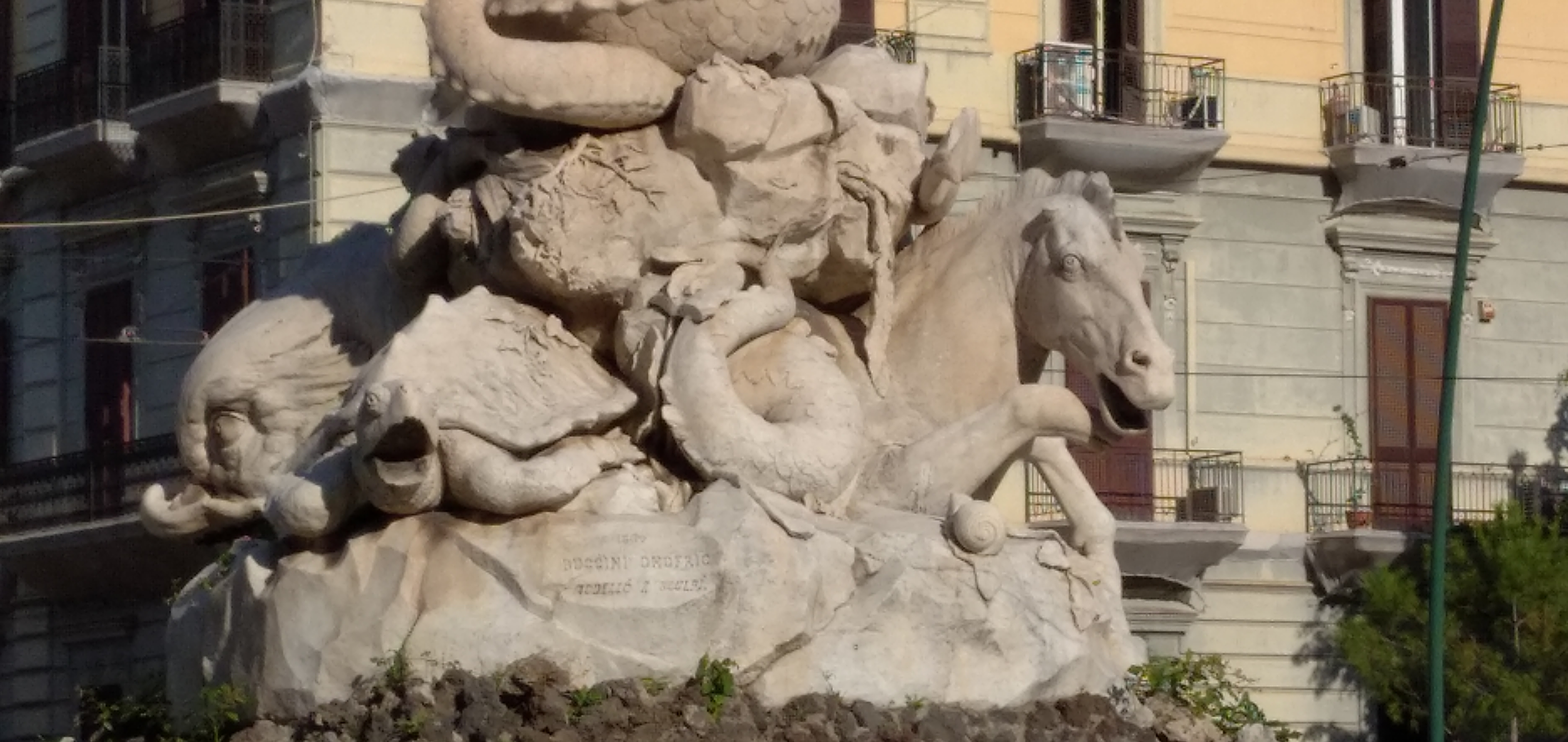
Détails, avec la tortue de mer

La fontaine de la Sirène est une fontaine de Naples, située dans le quartier de Mergellina.

## Histoire
Elle a été construite par le sculpteur Onofrio Buccini, avec la collaboration du jeune Francesco Jerace, en 1869 pour orner les jardins de la gare, mais en 1924 a été déplacée sur la piazza Sannazaro.

## Description
La fontaine est composée d'un groupe de marbre au milieu d'une grande vasque elliptique. Au centre se dresse le "rocher", supportant les quatre animaux symboliques des traditions initiatiques: un cheval, un lion, un dauphin et une tortue, en plus de quelques éléments floraux (probablement des plantes aquatiques).
Au dessus de ce groupe domine la Sirène (une grande partie de la culture napolitaine, et de la péninsule de Sorrente est liée à la légende de la sirène) Parthénope (c'est-à-dire la ville de Naples), qui tient une lyre avec son bras droit, tandis que le bras gauche est pointé vers le haut. La sirène a la queue enroulée autour des hanches.

## Liens connexes
- Liste des fontaines de Naples